# 窮神 (漫畫)
《窮神》是助野嘉昭的少年漫畫作品。於《Jump SQ》2008年7月號開始連載，連載至2013年8月號完結。並改編成電視動畫。2012年7月4日開始播出。
本作前身為《月刊少年Jump》刊載的單篇漫畫「請妳回去吧。」。曾考慮連載，但被當時雜誌編輯打回票。《月刊少年Jump》休刊後，由《Jump Square》接手未完連載作品，尚有其他作品連載餘地，經一番轉折該單篇復活連載化，並收錄在單行本第1卷。

## 劇情簡介
主角櫻市子是名擁有超乎常人的幸福能量、還會吸取他人的能量、進而擾亂人間界「運氣」平衡的少女。為了阻止她繼續破壞平衡，貧乏神紅葉被貧乏神界派來附身在櫻市子身上。市子和紅葉就此展開一場運氣爭奪戰。然而，隨著重要的人事物增加，市子的心境也產生了變化……。
劇裡經常出現《銀魂》、《七龍珠》和其他動畫的捏他。

## 登場人物
根據作者所說，作品中登場的人物（主要人物）都是以植物命名，性格設定也是以各植物的花語改編而成。但前身「請妳回去吧。」則無。

### 主要角色
櫻市子（聲：名塚佳織／花澤香菜）
本作的第一主角。
4月16日生日，牡羊座。佛女津市立泰庵高校1年A組的女高中生，16歲。
身高157cm、體重48kg。血型為B型。三圍為B96/W60/H85、F罩杯。
銀髮，身材高挑，巨乳，貌美。
喜歡的東西：甜食。
喜歡事情：被讚美、被嫉妒、洗澡、做飯、朋友（包括石蕗）
討厭事物：苦的東西、窮神、雙親、打掃、洗衣
特技：裝乖巧、所有的格鬥技。
擅長的科目：家政以外的所有科目。
面貌姣好、腦筋清晰、無病無痛、一生一帆風順的超級幸運女孩，是個完全不需要努力、自我中心的利己主義者，卻同時擁有害怕寂寞的一面。家境富裕，但是家人因為工作的關係，公寓住家中只有市子和她的管家諏訪野菊之進居住。爾後管家退休請辭，目前單獨居住。由於擁有強大的運氣，在學校中出眾的表現使她頗受男粉絲們歡迎，但同時也遭到一些女同學的妒忌。雖然幸福能量經常幫市子化不可能為可能，但是也有不足的地方（如市子的廚藝和家政及雙親的事）。現在十分掛念管家諏訪野所做的料理。
喜歡班上坐在她隔壁的男同學石蕗惠汰。與貧乏神紅葉為死對頭。胸部很大，對此非常自豪，但討厭被人稱作「奶子」。其幸福能量源自於其前世「神奈」，前世和「碇」為戀人關係。初期性格不會體諒他人，但經過和紅葉的相處過程，逐漸能夠體恤他人和珍惜身邊的事物。
雖然各方面能力很強，但廚藝和家政非常地爛（現在家中只有睡房可以算是清潔，其廚藝爛得能在兩分鐘之內就把所有食材抹殺，和能把放在烤箱的蛋糕引爆及所以煮出來的食物也會是黑炭及有異味）。後期於碇篇裡接受惠汰的告白。劇末在紅葉完成任務離去後，和惠汰成為男女朋友，廚藝亦大幅進步。
花語：
櫻：精神美
櫻草：憧憬、希望、青春開始的悲慘、年輕時代的苦惱
垂枝櫻：勿忘我
道子
小孩化的市子。
於本作第七話及動畫第5集登場。市子因誤中紅葉的圈套，打開了浦島太郎神的玉手箱而返老還童成小孩，爲了逃進石蕗家而謊稱名字為道子。後來恢復原狀。
紅葉（聲：三瓶由布子／內山夕實）
本作的第二主角。
貧乏神界派來的貧乏神，年齡不詳。
人型時身高157cm、體重39kg。三圍為B78/W58/H79。胸圍為AA罩杯。靈魂形態有分「小」、「大」兩種形態。
半遮面栗色髮，貧乳，身穿工作圍裙，頭戴寫著“貧”字的布兜，右手包扎石膏繃帶，用來封印不幸能量。
廚藝出乎意料地好，但也會有錯誤。
在日常生活中以轉學生 「貧保田紅葉」的身份與市子同班。
喜歡的人事物：角色扮演、彆腳演技、吉本新喜劇、辻本茂雄、間寬平。
討厭的人事物：巨乳系寫真女星、認真努力。
爲了維持「幸」與「不幸」的均衡而附在市子身上的貧乏神，擁有的不幸能量與市子的幸運能量一樣多。個性懶散隨便、態度惡劣輕佻、不服輸、喜歡惡作劇，表面上常與市子交惡，其實非常關心市子。
相當介意別人嘲笑自己的身材，對於「貧乳」的字眼更是反應激烈。在市子變成小孩化的道子時，經熊谷使用素價疑後發現小孩化的道子其Cup和紅葉一樣。
300年前前代窮神長銀杏為了阻止神格化的碇，將碇半個神力封印並秘密隱藏起來，而這個神力多年後轉身為現在的紅葉，因此除了用來壓抑不幸能量的石膏繃帶封印，右眼另有刻著「封」字的二段封印。
在63話中，為了增強市子的能量，面臨自身的御靈體破裂而抽出自己的幸福能量給予市子，最後倒下。最後完成自己的任務離開市子，找上下一位目標。
花語：紅葉
客氣、自制、謹慎、退隱、保存、永遠的回憶
裏紅葉
洗去貧乏神力量的紅葉。
於本作第十六話及動畫第11集登場。紅葉被市子和嵐丸強迫洗澡后洗去貧乏神的力量，變成與原來性格南轅北轍的純潔人格。
在洗澡時，不知為何會變縮小，但在放進熱水後就會回復大小（就像裙帶菜一樣）。如將身體弄髒則會恢復貧神力量，如果在洗完澡七天七夜之內也不回復貧神力量，就會完完全全變成接近人類的人偶（因原本人類是看不到神的，所以神就製品人偶來附身來和人類溝通）。
熊谷
紅葉的使魔。外形為謎樣的人臉熊身布偶，面孔有著與怪醫黑傑克相似的手術縫，腹部有棉花掉出，可以從裏面拿出貧乏神道具。出乎意料的能幹。因在動畫第11集被市子和嵐丸強迫洗澡后失去力量、外貌變得可愛，和櫻市子的貓小玉相處十分好。如將身體弄髒則會恢復使魔力量。
身高60cm、體重根據收藏的道具量而改變。
和紅葉一樣會因洗澡而失去力量，變成與原來性格完全相反的純潔使魔。
如果靈魂附身到神明專用人偶上，就會變成流著中分長髮，臉上有手術縫的年輕男子（詳見漫畫第60話）。
喜歡的人事情：動物、植物、吉卜力動畫電影。
花語：熊谷。
虛有其表、善變的美人。

### 學校關係者
石蕗惠汰（聲：内山昂輝）
市子的同班同學，代替離家（落跑）的父母照顧弟妹們（其父母欠下大量金錢，說要去找德川家寶藏）。
由於身兼多份打工，在學校基本上任何時候都在睡覺，因長期在做不同的工作，所以練了一身沒有贅肉的肌肉。
雖然長相英俊，但因為撫子暗中妨礙的關係，所以沒和任何女生發展過。
在山上尋找道子時不小心失足，也而受到重傷，後來在紅葉的幫助下，利用市子的幸運能量得救。
"碇篇"被碇消去對市子的一切記憶，也因此是唯一沒被射干"斬斷與市子人際關係"的神力所影響的人。
接近劇情尾聲時正式向市子告白，劇末和市子成為男女朋友。
喜歡的事物：家人（弟妹）、高薪打工。
討厭的事物：除上述以外的東西（或者該說對家人或打工外的東西都漠不關心）。
特技：隨時都能睡著。
擅長的科目：體育、家政
11月9日生。身高180cm、體重72kg。血型O型。
花語：石蕗
謙讓、復甦的愛、面對困難也不受傷
龍膽嵐丸（聲：戶松遙）
市子班上的轉學生，性格相當男孩子氣，家中的獨生女，母親早逝，由父親撫養長大，從前家中是開道場的，所以相當擅長空手道。
經常穿著高領校服，對於女性化的打扮有所憧憬。和市子的對決後，因石蕗伸手問她「你沒事吧」之後對他產生男友的幻想，見到石蕗就會激動的流鼻血昏倒。
最初和市子交惡，在知道了市子的過去後成為市子的好友。
在場外Round中不小心被窮神道具變成未來的模樣一段時間，成為滿身肌肉的強壯女性。
"碇篇"中被射干"斬斷與市子人際關係"的神力所影響，導致開始厭惡市子，最後因為惠汰對市子告白而解除了神力。
劇末在桃央和紅葉離去後，閱讀桃央的告別信忍不住落淚，還成為校園裡新興的萬人迷。
喜歡的東西：空手道、演歌、三船敏郎、渥美清、結實的肌肉、唸高一支撐全家生計180cm相貌堂堂且同班的大家族長男(石蕗惠汰)。
討厭的東西：女生小團體、軟弱的男人、好看卻多到沒用的肌肉。
喜歡的食物：納豆、肉。
討厭的食物：沒有（父親幫她克服了原本不喜歡的食物）
8月23日生。身高171cm、體重54kg。血型O型。三圍為B89/W61/H87。
花語：龍膽
正義、寂寞的愛、喜歡悲傷時的你
在動畫第11集中，在澡堂中因被石蕗看見了祼體而使後天在上學時一直在載摔角用的面罩。
艷光路撫子（聲：神田沙也加）
市子班上的同學，暗戀惠汰而變成跟蹤狂，甚至連忍術都學會了，幾乎就是忍者了。
家中有大量惠汰的照片，由兒時到高中一應俱全。
雖然在第二十話才正式登場，但事實上從第一話已經有出現了，隱藏在各個畫面中。
在裙子下藏了各式各樣的暗器(詳見單行本第七集)。
有時會為了獲勝而耍小手段，例如帶了幾個外國人替身幫她完成比賽，但會被講求比賽公平的母親抓包。
在場外Round中不小心被窮神道具變成未來的模樣一段時間，胸圍變成巨乳，同時也把大門忍嚇到當場昏厥。
"碇篇"中被射干"斬斷與市子人際關係"的神力所影響，導致開始厭惡市子，最後因為惠汰對市子告白而解除了神力。
劇末和自己從未謀面的親妹妹艷光路琉璃相認。
喜歡的東西：石蕗王子、體育、騎馬、ENYA、古典樂。
討厭的東西：靠近石蕗王子的女生（家人除外）、茶道、花道、量身高、吵死人的音樂。
喜歡的食物：所有高級料理、紅茶、馬卡龍。
討厭的食物：廉價點心、壽喜燒（因為看起來非常不美）。
6月18日生。身高145cm、體重36kg。血型A型。三圍為B71/W52/H72。
花語：撫子
不變的愛、思慕、純愛、才能、大膽、無邪、純粹的愛、快活、熱烈的愛、過度期望
艷光路紫苑（聲：日野聰）
一年B班的學生。撫子的堂弟。
技巧派網球選手。曾經在網球賽中和市子合作，自此之後就得到女性恐懼症（對紅葉）。
12月24日生。身高179cm、體重69kg。血型AB型
花語：紫苑
追思、完全的聖潔
剛貍原柳次（聲：杉田智和）
一年B班的學生。
力量派網球選手，曾經在網球賽中和紅葉合作，自此之後就得到女性恐懼症（對市子）。
12月24日生。血型：？。身高207cm、體重115kg。
花語：柳
坦率、隨心所欲、我心悲戚、（雪柳）殊勝、（雲龍柳）應對迅速
丹下茜（聲：原島梢）
市子的同班同學，非常妒忌和厭惡市子，甚至企圖設計讓市子被強暴。
在舊校舍倒塌時被嵐丸所救，自此之後似乎對嵐丸有特別的感情。
在場外Round中向嵐丸告白，但被嵐丸誤以為要加入家裡的道場，並被帶回家接受艱苦訓練，但本人很享受。
喜歡的東西：電視劇、歌唱節目(時下流行的都喜歡)、龍膽
討厭的東西：吊兒啷噹的男生、噁心的宅男、櫻市子。
4月18日生。血型：A。身高163cm、體重50kg、三圍為B84/W58/H85。
花語：茜
想著我、媚
長澤愛（聲：長田美雪）
市子的同班同學，丹下茜的跟班。
喜歡的東西：電視劇"相棒"、周刊少年JUMP
討厭的東西：蟲子、艷光路撫子(老是愛炫富)
10月25日生(變更為6月1日)。血型：O。身高160cm、體重47kg、三圍為B80/W56/H83。
小林魅沙
市子的同班同學，丹下茜的跟班。
喜歡吃飯糰的肥胖醜女。
在場外Round中因窮神道具而變成了一位美少女。
喜歡的東西：飯糰
討厭的東西：色狼行為
3月31日生。血型：AB。身高158cm、體重和三圍為機密事項。

### 市子身邊者
諏訪野菊之進（聲：中博史）
市子身邊的管家。
四年前妻子過世後就獨身一人。
相當理解市子，市子也很依賴他，甚至可說是讓市子第一次打開心房的人，但長期與市子在一起的結果，使諏訪野的幸福能量被吸走，剩下大量的不幸能量而導致心肌梗塞倒地，最後在市子分送幸福能量的情況下康復，市子為免因自身的能力使他遇上不幸而要他提早退休，現在回鄉結了婚。
武術高手，戰鬥能力非常強，市子的格鬥技就是由他所傳授。
喜歡的人事物：市子、新婚妻子、吉永小百合、打掃、洗衣服。
討厭的人事物：接近市子的男人。
特技：料理、所有格鬥技。
10月5日生。身高179cm、體重69kg。血型A型。
花語：菊
潔淨、開朗、愛、我所愛的
櫻一馬
市子的父親，美國人氣搖滾樂團「The Wild Horses」的主唱。
年輕時從高中休學後帶著一支吉他就渡海到美國闖盪、與妻子詩織是在路上唱歌時相遇的。之後因為意氣相投而開始同居、數年後與詩織結婚並生了女兒。由碇贈與神界才有的道具「要石」、所以不會被市子吸收幸福能源。但是碇也操作其記憶讓一馬忘記是誰給予「要石」的事。太過忙碌而疏於照顧家庭也因此與市子的關係疏遠。
漫畫最終章和妻子獲知市子和惠汰交往的消息，用剪刀剪裁惠汰的相片，令惠汰感受到莫名的殺氣。
5月1日生。身高181cm、體重69kg、血型B型。
櫻詩織
市子的母親。是歐洲知名珠寶品牌「Bloomin」的社長。與一馬一樣因太忙而疏於照顧家庭。
與一馬一樣帶著「要石」。漫畫最終章登場，和丈夫獲知市子和惠汰交往的消息。
生日：11月25日、血型：O型、身高：160cm、體重：54kg、三圍：B93 W62 H88
喜歡的人事物：家人、旅行
討厭的人事物：貧窮、夏天
懋毘威（聲：川原慶久）
本名：史塔基（Statice，星辰花）・波比。懋毘威的日文假名發音即為波比。
國籍美國，來到日本進行退靈之旅的黑人僧侶。擁有靈能力，在人類之中可說是非常強大，甚至可與神匹敵，卻因為是個超級大色狼，因此他的靈力都被他的「變態能量」給鎮壓著，現在經常和桃央一起行動。一旦使用變態能量，背後會浮現出頭上帶著內褲的巨人。
曾在場外Round因窮神的道具而變成未來的模樣一段時間，成為一個白髮加白鬍的老頭。
喜歡的人事物：運動短褲、胸部。
討厭的人事物：沒胸部的、沒腰身的、屁股形狀不好的、腿不漂亮的、寫經、修行、打坐。
3月19日生。身高193公分、體重90kg。血型B型。
花語：星辰花
不變的心、惡作劇的心
小玉（聲：森綾香）
市子撿到的棄貓。（事實上是紅葉撿到後，放在市子家門前。）
後來因吸收過量的幸福能量而得到變成招財貓（人型）的能力。
曾在場外Round因羨慕市子的巨乳身材而利用窮神的道具將自己變成未來的模樣一段時間，但長大後依舊是貧乳，再成長時卻變成了巨型招財貓，後悔莫及。
喜歡的東西：市子、睡午覺、木天蓼。
討厭的東西：窮神、狗。
喜歡的食物：魚。
討厭的食物：熱的東西。
生日：「不太記得了喵」。血型：「不太清楚喵」。身高20cm左右（變成招財貓時92cm）、體重600g左右（變成招財貓時13kg）

### 窮神
山吹（聲：友永朱音／井上喜久子）
現任窮神長，紅葉和其他窮神的上司。似乎很喜歡視覺系的樂團。
由於幾百年來累積了相當多的不幸能量，因此體型十分巨大（本人很在意被這樣形容）。雖然身為紅葉等窮神的上司，但其實是一位沒有實際窮神工作經驗的科班出身。
雖然平常十分溫和，但真正發怒時相當可怕，曾經一掌把不服她的窮神下屬的能量消滅，據說那位窮神下屬往後只能以靈體的方式活著。
被說是貧乳是會非常憤怒，曾被沙羅更沙說是貧乳而將其綁起來，以撓癢Play懲罰。
"碇篇"中在佛女津市發生異常時與綾目到福神界、因碇的計謀被碇當成人柱，與死神長、疫神長、福神長在佛女津市內形成四角結界，使所有一般的神明無法停留在結界內，若強行留在結界內則會被結界所消滅。
被當成人柱時被綾目、黑百合、楓、杏子所救出。
生日不明。血型不明。身高可以變得很高、體重可以變得很輕。
喜歡的人事物：MALICE MIZER（裡面的MANA）、其他視覺系樂團、X-JAPAN。
討厭的人事物：不聽話的部下。
花語：山吹
崇高、高尚的品格、焦急等待
洎夫藍
山吹的使魔。外型是熊貓，熊谷等其他使魔的前輩，身高225cm，和其他使魔相比體型很巨大。
生日不明。血型不明。
喜歡的東西：山吹、山吹喜歡的東西。
討厭的東西：山吹討厭的東西、偷懶的窮神及其使魔。
花語：洎夫藍
崇高、克制、不濫用、節制的美、克制的愛、快樂、活力、青春的喜悅。
黑百合（聲：白石涼子）
紅葉的同事兼兒時玩伴
打扮像女僕，戴著單片眼鏡。左腳包紮石膏繃帶，用來封印不幸能量。對山吹的幻想已到百合了
為了觀察紅葉在人間界的現況而來到人間界，結果被市子的料理打敗，並得到厭食症。後來厭食症的狀況，因為遇上了石蕗而改善了，也因為這樣而喜歡上石蕗。
喜歡的東西：山吹姐、爬蟲類、老東西。
討厭的東西：紅葉、待機、波霸寫真女星。
喜歡的食物：紅豆餡（去皮紅豆搗成的那種）。
討厭的食物：豆沙餡（連紅豆皮一起煮成的那種）。
身高159cm、體重40kg。三圍是B79/W59/H81。
花語：黑百合
戀愛、咒語
合田
黑百合的使魔。外型是青蛙，身高61cm，與熊谷一樣可以根據收藏的道具量而改變體重。
喜歡的東西：黑百合、蒼蠅、西班牙海鮮飯。
討厭的東西：熊谷、日光直射、蛇。
花語：合田草
媚惑、正直
綾目
紅葉的同事兼兒時玩伴，同輩窮神中類似領班的存在。
打扮像幽靈。和紅葉一樣擁有一台摩托車"哈雷珍妮小姐"，不過車頭是阿姨面孔。
和市子一様做的料理很恐怖。在佛女津市發生異常時與山吹到福神界與其使魔濱菊遭到棗的襲撃而被殺、之後被送到黄泉。
喜歡的東西：同事、山吹、壽司。
討厭的東西：派不上用場的、秋葵、茗荷。
身高160cm、體重40kg。
花語：綾目
神秘的人、好消息
濱菊
綾目的使魔。外型是兔子，對綾目的忠誠心很強，"碇篇"中在福神界捨身保護綾目，被棗砍成兩半，之後被送到黄泉
身高68cm。
喜歡的東西：熊谷、相機（最近的個人喜好）。
討厭的東西：合田、把自己當成兔子而給自己胡蘿蔔的傢伙。
花語：濱菊
面對逆境
楓
紅葉的同事兼兒時玩伴。
初登場時以巨乳的姿態出現，但事實上是貧乳，巨乳只是用道具裝出來。
打扮像死神，吸取幸福能量的道具也是鐮刀型。
喜歡的東西：同事、辣明太子、白酒蛤蜊義大利麵。
討厭的東西：牛奶、巨乳型寫真女星。
身高161cm、體重42kg。三圍是B79/W59/H82。
花語：楓
自制、珍藏的、確保、顧慮、愛與豐饒
鬼燈
楓的使魔。外型是無尾熊，身高61cm。
喜歡的東西：菠菜、哈根打死的冰淇淋和廣告、哭泣而沮喪的楓。
討厭的東西：小黃瓜、生的魚、糖果皮鞭雙管齊下這句話、開心的楓、好勝的楓。
花語：鬼燈
內心不安、半信半疑、偽裝、不可靠
杏子
紅葉的同事兼兒時玩伴。
右眼包著繃帶，打扮很中國風格，說話時經常會在最後加上句子的簡短化字詞。
事實上窮神全都是在日本土生土長的，因此杏子的衣著只是單純模仿，說話方式也是裝出來的。
喜歡的東西：修行。
討厭的東西：讀書。
身高149cm、體重38kg。三圍是B75/W54/H74。
花語：杏子
自制、不屈的精神、膽怯、顧慮、疑惑
弟切
杏子的使魔。外型是河馬，身高63cm。
喜歡的東西：濱菊、奶酪、硝酸甘油（據說是因為覺得發音很好聽的關係）。
討厭的東西：和杏子修行（聽說非常嚴格）、鬼燈的右眼。
花語：弟切
秘密、怨恨、迷信、盲從
萵苣
蘇芳的妹妹。以左眼帶著獨眼眼帶為特徴個頭嬌小的貧乏神。紅葉等人的前輩、掌控人間界的能量整體量工作的上司。興奮時會流鼻血。
實際上與碇有聯繫且幫他出主意。然後秘密策劃抹殺紅葉的行動。
生日：5月11日
喜歡的食物：泡芙。
討厭的食物：東坡肉。
喜歡的東西：碇、優秀的部下、強尼戴普
討厭的東西：不守時的人、人類
身高147cm、體重36kg。三圍是B71/W50/H75。
花語：萵苣
冷漠的心
九蓋
萵苣的使魔，外型為穿著吊帶褲的海豹
喜歡的東西：AV鑑賞
討厭的東西：魚
身高62cm
花語：九蓋
徒有其表、開朗的家人
銀杏
前任窮神長，山吹的上司，退休後常邀請山吹去打電動。神奈幼年時期的好友。普通時候外表為個頭矮小的老太婆，進入戰鬥狀態時會回復年輕樣貌並且巨大化
300年前與苧環一同執行追捕花菱的任務，親眼目睹神奈的死與碇的神格化，為了阻止碇而用熊手封印碇的半個靈魂，對當年的事一直耿耿於懷
苧環
神具開發組成員，300年前與銀杏一同執行追捕花菱的任務，真正的目的卻是想要利用花菱身上前大的不幸能量，藉此掌控窮神界和人間界，並勸說銀杏把神奈作為打倒花菱的誘餌。在與花菱的一戰中，眼看著神格化的碇殺死了花菱並奪下所有不幸能量，心有不甘打算奪下碇手中的的熊手，最後仍以失敗收場。
生日：11月1日、身高165cm、體重43kg。三圍是B80/W61/H86。
喜歡的食物：麵疙瘩、奈良醬瓜
討厭的食物：蔥和綠色蔬菜。
喜歡的東西：以上剋下這句話、開發神具
討厭的東西：神具開發組的上層、銀杏、碇
花語：苧環
偽善、遊戲、一定要得到、很擔心很憂愁
空木
苧環的使魔(親自開發出來)，神具開發組成員，外貌為臉和腹部中央有著直線傷痕的黑色熊布偶，現在和碇等人一同行動。
生日：1月10日、血型不明、身高60cm、體重不明。
喜歡的食物：義大利料理、麵疙瘩、奈良醬瓜
討厭的食物：油膩的東西、蔥和綠色蔬菜。
喜歡的東西：線上遊戲、開發神具
討厭的東西：在電影院話多的傢伙、銀杏、碇
花語：空木
偽善、古風、風情、秘密
花菱
被視為窮神界史上最兇惡的年幼窮神，外表為後腦杓戴著般若面具，年齡還不到十歲幼女，和碇一樣擁有超乎常人的不幸能量，因此一出生就被囚禁起來，因為長年以來遭到種種不平等對待，造就了心態上的扭曲，逃出後到處散播不幸能量，並視為一大樂趣，出於好玩想看曇華見到愛人死去是什麼樣的感覺，並將自己一半的不幸能量分給了碇，導致想保護碇的曇華自殺身亡，後被神格化的碇用熊手斬殺，靈魂由銀杏回收封印起來
生日：4月22日、身長125cm、体重21kg。
蘇芳
小說版人物，被視為窮神界"異端"的窮神，萵苣的姊姊，右眼帶著獨眼眼帶，抱持著"人類沒有被拯救的價值"以及"散播不幸才是窮神該做的事"這個觀念，因為激怒了山吹而被囚禁起來
生日：9月29日。

### 福神
蓮華
現任福神長，山吹的同事兼兒時玩伴，個性天真爛漫又有點自我中心，與山吹的關係好到連同為好友的花梨和莓都忌妒不已，"碇篇"中被棗用計謀給困住，棗甚至假扮成她的模樣將凌目殺死。
後來被碇當成人柱，與瘟神長（花梨）、死神長（莓）、窮神長（山吹）在佛女津市內形成四角結界，使所有一般的神明無法停留在結界內，若強行留在結界內則會被結界所消滅。
被當成人柱時被蒲公英、金色姬、金山彥和金山姬所救出。
生日：8月15日、血型不詳、身高：跟大型鋼●差不多哦～在神界時則跟精神感應鋼●差不多～、體重：問女性體重是很失禮的事哦～
喜歡的東西：是肉哦～
討厭的東西：是薑片哦～
喜歡的食物：山吹～、吃完午餐睡午覺～
討厭的食物：吃完午餐睡午覺結果變胖的這點～
花語：蓮花
讓心變得柔和、感化、緩和我的痛苦、你是幸福的
伊吹（聲：遊佐浩二）
寄宿在廁所裡的八百萬之神·廁所神（生產、育兒的守護神）。頭上有像大O的東西，對於O便的話題也很敏感，心靈異常地脆弱。受紅葉所託代為將「要石」交給市子。
生日不詳。血型不詳。身高203cm（包含大O的部份）、體重61kg
花語：伊吹
守護著你
蒲公英
福神，戴著眼鏡，穿著打扮像魔女，雙手分別戴著黑白的貓布偶，愛車為船型摩托車「千年逢機」，平時不會主動開口說話，雖然身為福神，但性格卻異常狂暴、殘忍，是個只要被激怒就無人能阻止的危險人物，戰鬥時通常都會先從獵物身邊最重要的人事物下手，直到將獵物身心都徹底被擊潰為止，只要是為了達成目的，即使讓周圍無辜的人遭遇不幸也在所不惜，也因此被視為福神界中相當異類的存在，上級也只有在「出大問題時候」才會招喚她。
在幕末時期，蒲公英做為新手福神，遇見一名失意的男子彌太郎，由於幫他流通了幸福能量，使得彌太郎受到重用，飛黃騰達。但之後由於在事業上的野心使得其幸福能量不斷衰退，當蒲公英再次遇見他時，從他身上看見了人類的貪欲和醜陋，而認為人類沒有資格享有幸福。
被上級設計，抹殺任務失敗後，選擇留在人間，並成為石蕗家的鄰居。
生日不詳、血型不詳、身高164cm、體重52kg。三圍是B98/W61/H87。
喜歡的東西：四處遊歷、收集布偶、改造與保養愛車、一石堂。
討厭的東西：上司、被當成問題人物看待、把咖哩說成是飲料的傢伙。
喜歡的食物：咖哩、白酒蛤蜊麵、白葡萄、紅豆湯圓。
討厭的食物：香菇、番茄、辣明太子。
花語：蒲公英
別離、輕率、不小心、逢迎討好、神諭、妖艷、來自故鄉的訊息、真心的愛
金色姬
被上級派來監視蒲公英的八百萬之神·蠶神（生絲、纖維產業的守護神），巨乳，頭戴針織帽，普通時候穿著工作服，以圍巾遮住臉部，進入戰鬥狀態時身體會纏著大量的絲。
年幼時便與蒲公英相識。實際上是被上級委託，在蒲公英失敗時，將其抹殺，但卻選擇與蒲公英留在人間。
為了生活而在商店街打工。
曾在場外Round因窮神的道具而變成未來的模樣一段時間，長出了蛾的翅膀
在睡覺時會在無意識下自動造繭，醒來時會直接破繭而出
身高164cm、體重54kg。三圍是B100/W61/H88。
喜歡的東西：編織品、將纏在一起的線解開、做菜。
討厭的東西：蒲公英的上司、監視蒲公英、把咖哩說成是飲料的傢伙。
喜歡的食物：咖哩、蕃茄海鮮義大利麵、紅豆湯圓。
討厭的食物：藻類、醃漬食物、辣明太子。
金山彥／金山姬
被上級派來監視蒲公英的八百萬之神·金山神，是鍛造和製鐵之神，為兩個穿著蘿莉裝的雙胞胎姐妹，短髮的是姊姊金山彥，長髮的是妹妹金山姬，平常時是肥胖高大的女子，從嘴裡拿出武器就會變身成可愛的小蘿莉。
生日：2月13日(金山彦)／生日：2月14日(金山姫)。相撲選手狀態身高238cm、体重297kg。蘿莉狀態身高149cm、體重40kg。。
喜歡的東西：吃、睡、點心(金山彥)／吃、睡、消夜(金山姬)
討厭的東西：根本不需要卻在減肥的女人(金山彥)／對在減肥的女人說"你不需要減啦"的男人(金山姬)
喜歡的食物：各種肉類、各種垃圾食物、洋O片薄鹽口味(金山彥)／各種肉類、各種垃圾食物、O芋片薄鹽口味(金山姬)
討厭的食物：各種火鍋

### 付喪神
九十九木牡丹
寄宿在市子的前世神奈生前遺留的一條極舊絲帶的付喪神"白容裔"，認為市子就是前主人「神奈」的轉世，因而與紅葉展開市子爭奪戰。
她接近市子的原因事實上是由碇指點，以市子為祭品就能見到懷念已久的神奈，因為市子的溫柔而無法痛下殺手，文化祭事件後因自身行為被碇視為背叛而親手處決，還在市子面前破壞了其御魂，後來因為市子的眼淚讓碇想起來過去的神奈，於是將碎掉的御魂回復原狀交給市子，但是帶走能讓牡丹回復人型的絲帶，後來御魂就成了小玉項圈上的裝飾品
生日11月7日（化成人型的那天是9月1日）、血型不詳、身高153cm、體重42kg。三圍是B85/W57/H83。
喜歡的東西：神奈....不過也同樣喜歡市子
討厭的東西：貧乏神！老鼠和蜘蛛！
喜歡的食物：雜魚乾和暴醃鹹菜
討厭的食物：重口味的食物
花語：牡丹
王者的風範、富貴、高貴、壯麗、羞怯
雲外鏡
能讓妖魔現出原形、喚醒人類隱密的過去、映照出真實的照妖鏡的付喪神。三人中負責擔任吐槽角，第一人稱為「妾（わらわ）」。文化祭事件中被撫子擊敗
生日不詳(化為人型那天是9月4日)、血型不詳、身高147cm、體重37kg。三圍是B72/W54/H75。
喜歡的東西：美麗的東西
討厭的東西：醜陋的東西
鈴彦姫
祭祀時用來召喚神靈降臨用的鈴鐺的付喪神。是個同性戀，喜歡可愛乖巧的少女，相對的很討厭強悍有男子氣概的女人，在嵐丸眼中是懋琵威的女性版本。文化季事件中被嵐丸擊敗
生日3月28日(化為人型那天是9月6日)、血型不詳、身高175cm、體重60kg。三圍是B94/W62/H90。
喜歡的東西：所有可愛的女孩
討厭的東西：好勝又比男人強悍的女性
文車妖妃
寄宿在古時用來運書的小車"文車"的付喪神，外表為坐著輪椅(可以變身為巨型機器人)，眼睛被瀏海遮蓋住的短髮文靜女孩，會蓋住眼睛是因為不敢讓人看到自己的銳利眼神(獵人的眼神)，是個大叔控，喜歡35歲以上的大叔。三人中負責擔任保鑣一職，文化祭事件中被石蕗擊敗
生日1月8日(化為人型那天是9月9日)、血型不詳、身高165cm、體重49kg。三圍是B79/W58/H83。
喜歡的東西：讀書、長鬍子的紳士、開書店的人
討厭的東西：35歲以下的男人、所有小動物(哺乳類)
石艶丸
石蕗恵汰所做的移動攤販屋的付喪神。操江戸口音的男娘。在鈴彥姬攻來的時候，被道具化作付喪神。對主人恵汰很忠心。
生日9月12日、血型不詳、身高147cm、體重36kg。

### 其他的神
犬神桃央（聲：下野紘）
為了幫助紅葉而來到人間界的犬神，有嚴重的受虐癖，當快感到達一定程度時會變身成吉娃娃，但如果快感到達了極點，會因為高潮而變得非常巨大。脖子上的領巾可以變化為繩子（龜甲縛），經常和懋毘威一起行動。
看到自己最重要的主人在眼前受傷時，會因為興奮過度而變成「火力全開模式」，此時性格會從被虐狂（M）變成虐待狂（S），而且頭髮會變成火紅色，白色背心也會變成黑色，不過速度和力量完全沒分別。
漫畫最終章於紅葉完成使命後，對嵐丸留下告別信便和紅葉離去。
喜歡的東西：市子大姐、紅葉大姐、女王陛下、懲罰、寶路、SM。
討厭的東西：男人、小孩、沒有愛的痛苦、不求回報的愛、貓。
生日：？。身高177cm、體重72kg。血型M型
花語：桃
堅忍不拔、忍耐、愛、奪走你的心、愛的奴隸
水江浦島子（聲：小野友樹）
「浦島太郎神」兼長壽結親之神，紅葉的好友之一，身體是海龜但頭和臉型是人類。
最初把玉手箱搞錯，把原本變老的玉手箱變成了變年輕的，之後被紅葉限3日之內把變回正常年齡的玉手箱及變老的玉手箱交給紅葉，不然就會變成高麗湯。
花梨
瘟神之長，山吹的同事兼兒時玩伴，穿著打扮都像個醫生，頭戴寫著「疫」字的布兜，一旦失戀了就會在人間界散播傳染病。
"碇篇"中因碇的計謀被碇當成人柱，與死神長（莓）、福神長（蓮華）、窮神長（山吹）在佛女津市內形成四角結界，使所有一般的神明無法停留在結界內，若強行留在結界內則會被結界所消滅。
被當成人柱時被懋毘威所救出，還把虛弱的懋毘威放到胸部中夾住，似乎是愛上了懋毘威。
喜歡的東西：英俊的男神、高薪（且不和爸媽住的最優）、酒。
討厭的東西：無能的部下、小孩、性騷擾上司。
花語：花梨
誘惑、優雅、富麗、充滿可能性、唯一的戀愛
莓
死神之長，山吹的同事兼兒時玩伴，穿著寫有「死」字樣的修女服，半張臉戴著骸骨面具，手持大鐮刀，口頭禪是「砍頭砍頭」，平時模樣是個可愛的女孩，但是只要一進入戰鬥狀態就會變臉。
"碇篇"中因碇的計謀被碇當成人柱，與瘟神長（花梨）、福神長（蓮華）、窮神長（山吹）在佛女津市內形成四角結界，使所有一般的神明無法停留在結界內，若強行留在結界內則會被結界所消滅。
被當成人柱時被九十九木牡丹、雲外鏡、鈴彥姫和文車妖妃所救出。
喜歡的東西：山吹、花梨。
討厭的東西：無能的部下、人類、性騷擾上司。
花語：莓
誘惑、甜美的香氣、先見之明、尊重與愛
鐵炮狐 / 柚子
原為稻荷之神的神使，因為被御崎陷害而變成鐵炮狐，鐵炮狐是失去神力的神狐總稱，特徵是身形短小，帶著狐貍面具，後來在懋毘威的幫助下恢復原狀。
身高140cm、體重31kg。
附身狐狸
附身狐狸是失去神力最後變成附身惡靈的神使總稱。御崎奪走了稻荷之神的神使的神力，並運用這股力量在人間幹盡各種壞事，最終被懋毘威擊敗並且變成鐵炮狐。
附身狐狸狀態時身高183cm、體重67kg。
屋島的太三郎狸/ 蓑山大明神
日本三名狸的之一兼四國總大將，芝右衛門和團三郎的大哥，擁有變化為高階神明的能力，在山吹的溫泉旅行篇中化成水神企圖奪取其幸福能量，被同行的花梨和莓當成闖進女湯的色狼海扁一頓（芝右衛門表示「這遭遇簡直和團三郎一模一樣」）
生日9月30日。
淡路的芝右衛門狸/ 芝右衛門明神
日本三名狸的之一，太三郎的二弟。在山吹的溫泉旅行篇中操縱氣候藉此讓山吹等人體驗此等恐懼，未料這些不但對她們沒用，反而還樂在其中，因此稱不到一頁就投降了
生日8月27日。
佐渡的團三郎狸/ 雙岩大明神
日本三名狸的之一，太三郎與芝右衛門的小弟。在山吹的溫泉旅行篇中變身為流氓風格的狸貓威脅山吹交出幸福能量，結果弄哭山吹的行為惹惱了花梨和莓（被認為破壞了本來愉快的心情）差點被兩人宰掉，最後嚇得口吐白沫昏倒了。
生日3月9日。

### 碇陣營
碇
本作的主要反派角色。相繼葬送諸多神明，並試圖破壞市子人生的幕後黑手。
他原本是個普通人類，由於一出生擁有大量不幸能量，讓他從小飽受眾人異樣的眼光和欺凌，流落為山賊的期間遇到擁有大量幸福能量的神奈，受到她用心照料，因為被神奈的溫柔所感動而決定在她家生活，後神奈為了保護碇而死因為過度悲傷，加上花菱對他注入不幸能量而導致神格化，並殺害花菱奪去她身上所有不幸能量，開始憎恨所有人類和神明，不願讓事情更加嚴重化的銀杏奪下業德的熊手，將碇三部分魂魄的兩部分(花菱和神奈)給封印了起來，造就了後來的紅葉，而另一半現在正為了讓曇華復活的計畫而暗中活躍著。
最終在碇篇被窮神們和市子擊潰。透過市子如願和神奈相見了卻當年的心結，市子還特地將己身的幸福能量分還給他，允諾會在自己往生時讓神奈再度和他相見。
生日：1月22日、血型：O型（當時）、身高：191cm、體重：80kg
喜歡的食物：是那個…名叫泡麵的玩意。
討厭的食物：叫咖啡還是什麼來著的…那是毒藥嗎？
喜歡的人事物：神奈、還有搞笑漫畫日和。
討厭的人事物：悠哉度日的神界、神明們。
花語：碇草
離開你、人生旅程啟航。
棗
夜刀神，碇的手下，登場時偽裝成福神長老蓮華並將綾目給殺害了。口頭禪是：因為在下很笨拙啊！
武器為七刃劍"天之尾羽張"，是仿造初始之神伊邪那崎葬送親生兒子．迦俱土性命的殺神之劍所鑄成，是把無法傷害人類的劍，但其實是可自由控制是否傷害人類，若不想傷害人類，儘管把劍向人類揮斬，劍也會直接穿透人類。
在室內不容易發揮力量時，會變身成大蛇繼續追殺目標，原因是很笨拙。
生日7月31日、血型不明、身高172cm、體重60kg。三圍:B103W63H90
喜歡的食物:納豆(配什麼都好吃是也!!)
討厭的食物:乳製品(因為吃了會肚子痛)
喜歡的事物：碇、古田新太殿下
討厭的事物：對碇殿下刀刃相向的所有人、戰鬥中兄會晃得很痛
花語:棗(健康的果實)
射干
緣切神，碇的手下，登場時用繪馬斷絕了市子在佛女津市的所有人際關係。專門切斷人與人之前緣分的惡神，本人似乎還很樂在其中，市子過去痛苦的人際關係就是她造成的。根據熊谷以及她自己所述，射干並沒有操控記憶的能力，需要得知對方資料才能斷絕緣分。
武器為一把可以伸縮自如的槍。
生日1月8日、身高150cm、體重42kg。
喜歡的食物:布丁(人類的最高傑作)
討厭的食物:章魚(我甚至都想問這東西的存在意義)
喜歡的事物：松本清張的小說、畫畫、貓、橋本潤
討厭的事物：家庭倫理劇、愛情電影、拙劣的畫像
花語:射干
抵抗、反抗、決心、我認同
沙羅&更紗/沙羅更紗（合體巨大化）
道祖神姊妹花(現實中的道祖神為一男一女)，碇的手下，空間與境界的守護神，也擁有連接異次元空間的能力，因為姊姊沙羅生性自戀，加上妹妹更紗說話毒舌，兩姊妹關係極差，阻擋市子等人前往神界拯救紅葉，卻和懋琵威一同摔進了黃泉之國。
生日：11月24日、身高178cm、體重63kg。三圍B95/W66/H93(沙羅)／生日：7月27日、身高179cm、體重62kg。三圍B95/W66/H94(更紗)
喜歡的東西：碇大人、美麗的自己
討厭的東西：得寸進尺的更紗(沙羅)／得寸進尺的沙羅(更紗)
喜歡的食物：西餐、甜的點心(沙羅)／日本料理、辣的點心(更紗)
討厭的食物：日本料理、辣的點心(沙羅)／西餐、甜的點心(更紗)
花語:沙羅雙樹／更紗燈檯
討人喜歡、包容力／歡喜滿溢、美好的未來

### 石蕗一家
石蕗梨香（聲：河原木志穗）
長女。國中二年生。負責全家庭的起居飲食。喜歡哥哥，不太喜歡市子。
喜歡的東西：哥哥、家事相關、讀書。
討厭的東西：市子、運動萬能、污穢的錢。
10月31日生。身高152cm、體重40kg。血型A型。
石蕗龍汰（聲：下田麻美）
次子。喜歡足球。由於沒錢買卡牌遊戲，只撿朋友不要的。習慣稱呼市子為「奶子」。喜歡市子。
9月10日生。身高141cm、體重31kg。血型O型。
石蕗美香（聲：吉井彩實）
次女。和道子（小孩化的市子）是朋友。對市子的身材很憧憬。
12月12日生。身高122cm、體重24kg。血型O型。
石蕗宙汰（聲：秋奈）
三子。經常被美香當成娃娃來玩。福神事件中車禍瀕死，之後由於幸福能量得救。
在場外Round中不小心被窮神道具變成未來的模樣一段時間，跟惠汰長得非常像。
1月3日生。身高65cm、體重8.0kg。血型O型。

### 其他角色
海棠要
就讀於赤具地高中一年級。
個性軟弱。易移情別戀。
在火車上對市子一見鍾情，在紅葉的推波助瀾下，鼓起勇氣向市子告白。
在市子被人糾纏時，挺身護花並說出一句「我要保護你」。
勾起市子對諏訪野的童年回憶，市子開始在意海棠。
然而海棠反而向紅葉告白，令市子大受打擊。
9月23日生。身高155cm、體重43kg。血型A型。
花語：海棠
溫和、豔麗
龍膽巖十郎（聲：置鮎龍太郎）
嵐丸的爸爸，使嵐丸變得男子氣的元兇。
被市子教訓後對自身的行為作反省，開始准許嵐丸穿女裝。
喜歡的東西：空手道、演歌、勝 新太郎、強悍的男人、死去的妻子
討厭的東西：軟派的東西、軟弱的男人。
喜歡的食物：納豆、魚。
討厭的食物：沒有
8月22日生。身高189cm、體重105kg。血型B型。
諏訪野菫
菊之進現在的妻子，和菊之進因比武較量而認識，較量後三天就結了婚。
戰鬥能力和菊之進同等。
喜歡的東西：菊之進、市子、嵐、各種家事
討厭的東西：沒有
喜歡的食物：烤地瓜、邊做菜時邊偷吃的小菜。
討厭的食物：沒有
3月3日生。身高165cm、體重54kg。血型O型。
花語：堇
謹慎、愛、純潔、誠實、謙虛、溫順、小小的幸福
箕輪胡桃（聲：釘宮理惠）
市子就讀小學時的同班同學，同時也是讓市子會害怕和別人變得親密的元兇。
長相可愛，為人卻相當陰險，為了喜歡的人而接近市子，結果被市子發現她只是在利用自己。漫畫12集100頁曾出現過長大後的胡桃，在15集問答中作者提及長大後的胡桃想見市子不過又不敢見，於是無可奈何離開。
5月14日生。（當時）身高141cm、體重33kg。血型A型
花語：胡桃
智慧、野心、謀略
二之宮霞
梨香的同班同學，由於父母關係不好，讓她為此相當苦惱，也變的不想回家，某次在路上遭流氓調戲時被熊谷所救，因此愛上了熊谷，但熊谷希望她能快點回到家人身邊，之後再度遭到先前的流氓調戲，所幸她的父母和熊谷出現合力擊退了流氓。
12月11日生。身高155cm、體重47kg。血型A型。
花語：霞草（滿天星）
清澈的心、悲傷的喜悅、天真、親切
艷光路侘助
撫子的爸爸，性格溫厚，因為相當深愛著家人，當發現到會有危及家人的情況發生時，就會解禁（或稱進入爆氣狀態）變身成假面騎士，將危機加以排除。
喜歡的東西：媽媽、撫子、百老匯歌舞劇。
4月30日生。身高155cm（進入假面騎士狀態時181cm）、體重84kg。血型A型。
花語：侘助（海榴花）
安慰、少女的祈禱、儉樸
艷光路薊
撫子的媽媽，操著關西口音，以家中的繁榮為第一優先，對家人非常嚴格。
喜歡的東西：演歌、美空雲雀、爸爸。
討厭的東西：軟弱的人、沒有抹芥末的壽司、不辣的咖哩、將納豆拌在飯上的行為。
12月15日生。身高170cm、體重57kg。血型A型。
花語：薊
獨立、嚴格、禁慾、高雅、權利
艷光路琉璃
撫子的妹妹，漫畫最終章登場。為撫子的父母於海外所生的女兒。
因為天生體質虛弱，所以長期待在海外療養，直至最終章才返回日本和撫子相認。
花語：琉璃（葡萄風信子）
光明的未來、互相了解的心
大門忍
撫子身邊的管家，長相英俊，在撫子還小的時候就已經在身邊服侍她，是個重度蘿莉控。
喜歡的東西：咖啡、義大利麵、撫子小姐。
討厭的東西：蛋白、靠近撫子的男人（指的是石蕗）。
2月13日生。身高179cm、体重68kg。血型A型。
花語：忍
清涼
蜂光紈梶郎
蜂光集團的次子，撫子的未婚夫，破產之後被取消與撫子的婚約。口頭禪是「不是別人，而是本少爺親自」。
4月1日生。身高172cm、体重58kg。血型A型。
青木翼
一個心願未了就過世男學生幽靈。操著關西腔，因為石蕗路上踢了一個咖啡罐（罐子裡還有飲料），弄髒他的墓碑和供奉在墳前的超稀有A書，作為補償而要石蕗讓他附身去完成生前一直想做的"大人的事"，在拉近石蕗與市子的兩人距離後安心成佛了。
喜歡的食物：なO卯親子(烏龍也很棒)、O家的甜點
討厭的食物：口味重的拉麵（喜歡清爽口味）。
喜歡的東西：女孩子、學校泳衣、運動短褲
討厭的東西：醫院
7月31日生、身高181cm、體重68kg。血型O型。
神奈
市子的前世，長相與市子極為相似，同樣也擁有超乎常人的幸福能量，性格溫柔善良，受到村民們的青睞，但是料理方面的破壞力和市子也是不相上下，幼年時期與銀杏是好友關係，某次到山裡採山菜時收留當時還是人類，到處流浪的碇，同居期間兩人因此有了一段戀情，後來神奈為了拯救被花菱襲擊的碇，用苧環的道具"業德的熊手"(能奪取幸福能量和不幸能量)親手了結自己的生命，同時把身上的幸福能量全給了碇，最後在碇的懷中慢慢死去，享年16歲，她的死，成為了碇憎恨所有人類和神明的導火線，文化祭篇藉著雲外鏡的力量和市子見面，並將想對牡丹說的話傳達給了市子。最終在碇篇透過市子的協助，如願和碇傾訴思念與愧疚之情。
喜歡的食物：甜食、魚(連骨頭都能吃進去喔)
討厭的食物：無花果（不喜歡那種形狀）。
喜歡的東西：能和碇一直在一起就會很幸福。
討厭的東西：不喜歡寒冷
2月13日生。身高156cm、体重47kg。血型B型。三圍為B95/W59/H84
花語：曇華
熱情、堅定的生存方式

### 請妳回去吧。
椿屋吾郎
作品前身「請妳回去吧。」主角高中男生。
遇到當時「窮神養成學校私立運無威學園」在學第4次見習的紅葉。
被紅葉吸收不幸能量作為畢業術科檢定成績。最後向同學佐倉告白成功。
佐倉
椿屋的同學，後成為椿屋的女友。喜歡像朝青龍那樣的男性。

## 道具

### 貧乏神道具
素價疑
外形是鼻子眼鏡，戴上的人可以看到幸福能量和不幸能量，也可以進行能量或實力的計算。
田中先生 ♡ 就要到注射的時間了哦…死吧
外形是巨大的針筒，紅葉常用的貧乏神道具。可以吸收幸福能量。被刺中會造成極大痛楚。
力量障礙發生裝置
外形是大象澆花桶，能把不幸的能量轉化成障礙，將吸收的幸運能量彈回給原主。
力量障礙發生裝置掛件型
外形猶如迷你版掛件式的力量障礙發生裝置，但功能與之相反，能把幸運能量轉化成障礙，將逼近的不幸能量彈回。
活生生的地獄耳
外形是兔耳頭飾，可聽到遠方的聲音，也能聽到人的心聲。
打出來的小木槌棟樑
時空擴大裝置，可在狹小的地方扭曲空間製造寬闊的房間。
貧困先生，請來吧～
外形是釣魚竿，用來垂釣可以從神界叫來幫手。
詛咒稻草人曼先生
詛咒稻草人曼先生type -MINI-
外形是詛咒稻草人娃娃，拔掉中間的五寸釘子，半徑一米內的所有人都會遭遇不幸。
大口吞噬2003
外形是鐵匝，踩中的人會被吸收幸福能量。在吸收幸福能量的同時，附送痛苦。
大口吞噬2005
外形是假牙套，功能基本與大口吞噬2003一樣，只是使用方法是套在口上。

瞬間移動道具上吊魯拉
外形是上吊繩，繩的另一端接通異空間，可以自由穿梭空間到達另一個地點。
愛恨情仇如過眼雲煙反射噴霧
外形為噴霧劑，能將自己的能量變成霧狀，噴在身上可以讓對自己懷有敵意、殺意的人陷入不幸。
心靈創傷聽診器
外形是頭上的部份為老虎耳，聽診器部份是馬蹄鐵（日文中心靈創傷的發音像老虎跟馬），可以探出對方深藏心中，不想被觸碰的秘密。

大·損
外形為吸塵機，吸力永不減弱的能源吸收機。
給你鬃刷刷刷刷
在給予強烈疼痛時，又能同時從傷口吸取幸福能量的虐待狂道具。
變了一輪
空中元素固定裝置，能瞬間角色扮演的道具。但是只能變換曾經穿過的服裝。

能將繃帶兩邊包著的東西合體，不只是人和人，和神，物品，動物都可以。
哈雷·戴維先生
車頭有大叔面孔的摩托車，以幸福能量為動力，速度與幸福程度成正比，能量足夠甚至能飛。
好棒的海洋旅行
只要在水中打開閘門，就可以和全世界的海洋河川互通。
敬請享用！半魚拌飯
外形為拌飯，可依據吃的量多寡，來控制身體變成魚的程度。吃一半就是人魚，吃完則會變成普通的魚。
透寫相機
外形為相機，被相機拍到的東西將會變成透明。

何須貓
最適宜用來捕抓亂竄鼠輩的道具。名字捏他來自日本早期滅鼠藥品牌。

不管是果汁還是其他飲料，只要加一滴，就能體會大人的味道。只會讓人有喝酒的感覺，不含酒精。
怎麼有香蕉？
外形為香蕉皮，是能突如其來出現在腳下，讓人演出華麗摔姿的道具。
能量灑水裝置散散布
可將不幸能量在周圍大量散佈的道具。
你的就是我的棒棒組合
外形為兩支分別為星星與月亮的魔法棒，手持其中一支的人可以將另一支使用者的幸福能量給予其他人。使用這道具會變身成魔法少女，時效為30分鐘。
變了一輪·改
可以將自己變成已看過的人的外貌，時限為一小時。
軟弱子彈
外形為子彈，被擊中者會如其名，變得軟弱無用。
突如其來！鬥魂傳說
外形為拳擊鈴，能賜予無機物體意志（限定鬥魂）同時賦予巨大化。
愛做夢的少女才不可能存在呢
外形為石菊獸，能將故事書里的內容化為真實的道具。因為呈現的方式有點過於激烈，最適宜摧毀孩子的夢想。
七惡戰隊
分別為憤怒紅、嫉妒藍、貪婪黑、傲慢綠、懶惰白、食慾黃、色慾粉的戰隊。能將人類平時壓抑住的情感或慾望，替代本人加以實行、實現的道具。
實現你的咩——夢
外形為綿羊頭套，只要戴上它入睡，就能在夢中體驗自己在腦中描繪的理想美夢。但若使用者不願從美夢中醒來，則會陷入永遠的沈睡。
『腦內精神傳達物質活性化團服套裝』飛離雄殿夢光江
外形為頭巾，戴上它就會扮成應援團團長的樣子，會使腦內的傳達物質巨幅增加，也就是說越有幹勁力量越提升，目前持有者為石蕗惠汰。其心情與狀態變化如下：
弩男霸明
心情愉快時會因大腦分泌的快感而發揮超強的力量。
狐琉恥憎琉
受到壓力就會把壓力增大。
暝蛇炎弩琉風胤
會帶來幸福感和陶醉感而充滿幹勁。
散漫懶惰房子+364
在這房子住上一天後再出來可以在未來的一年都像都像在這房子裡度過的那一天一樣。
修行用人型變型機器人變身 機械
將某人的頭髮給機器人吃，機器人的外表與體重等能力會變成與那人一樣。

### 福神道具
福助扶笛吹出福氣吹箭
福神道具，只要吹一吹，便能將自身的幸福能量給予對方。不過吹的力道必須拿捏得準確，否則會給予對方過量的力量，成為神明。
吶喊吧！！招福貓頭鷹
福神道具，可以將人類有限的幸福能量預支使用，但對方只要用掉多少幸福能量，就會有相對應的不幸能量會反彈回來，是一種讓人在臨終前可以留下美好回憶的道具。
戒強欲脖圈
福神道具，套在對方脖子上時，中央的鈴鐺只要感應到幸福能量就會發動強力電擊。

### 其他道具
蘇民將來
懋琵威製作的治退惡神，惡靈的道具。靈力（幸福能量）愈高的人使用，威力就愈強。有桃木和符咒就可以製作。
市子能以之召喚出十二神將（十二生肖）。
要石
自古就被認為能抑制地震等負面能量的產生，是爲了駕馭龐大力量而被使用的神聖石頭。紅葉委託廁神伊吹將要石交給市子以抑制她無意中吸收幸福能量。
念珠·The·Hyper
懋琵威製作的念珠，只要將它戴在身上，就能瞬間提高該部位的能力。
犬笛
用來召喚犬神的犬型笛子。
天尾之羽張
夜刀神的武器，是一把專門「斬殺神明」的異劍，對人類沒有殺傷力。

## 出版書籍

### 漫畫
| 集數 | 集英社        | 集英社                 | 東立出版社     | 東立出版社             | 天下出版      | 天下出版               |
| 集數 | 發售日期      | ISBN                   | 發售日期       | ISBN                   | 發售日期      | ISBN                   |
| ---- | ------------- | ---------------------- | -------------- | ---------------------- | ------------- | ---------------------- |
| 1    | 2008年7月3日  | ISBN 978-4-08-874577-0 | 2009年12月21日 | ISBN 978-986-10-4377-7 | 2009年12月3日 | ISBN 978-988-8029-93-8 |
| 2    | 2009年4月3日  | ISBN 978-4-08-874647-0 | 2010年2月9日   | ISBN 978-986-10-4378-4 | 2010年1月28日 | ISBN 978-988-8030-52-1 |
| 3    | 2009年5月1日  | ISBN 978-4-08-874686-9 | 2010年3月10日  | ISBN 978-986-10-4379-1 | 2010年5月4日  | ISBN 978-988-8031-03-0 |
| 4    | 2009年9月4日  | ISBN 978-4-08-874733-0 | 2010年4月12日  | ISBN 978-986-10-4380-7 | 2010年6月7日  | ISBN 978-988-8031-75-7 |
| 5    | 2009年12月4日 | ISBN 978-4-08-874780-4 | 2010年6月15日  | ISBN 978-986-10-4994-6 | 2010年9月8日  | ISBN 978-988-8032-27-3 |
| 6    | 2010年3月4日  | ISBN 978-4-08-870031-1 | 2010年8月6日   | ISBN 978-986-10-5403-2 | 2010年12月2日 | ISBN 978-988-8033-33-1 |
| 7    | 2010年7月2日  | ISBN 978-4-08-870078-6 | 2010年12月14日 | ISBN 978-986-10-6079-8 | 2011年5月3日  | ISBN 978-988-8096-33-6 |
| 8    | 2010年11月4日 | ISBN 978-4-08-870135-6 | 2011年5月6日   | ISBN 978-986-10-6860-2 | 2011年11月2日 | ISBN 978-988-8098-24-8 |
| 9    | 2011年3月4日  | ISBN 978-4-08-870201-8 | 2011年10月6日  | ISBN 978-986-10-7550-1 | 2012年1月20日 | ISBN 978-988-8098-44-6 |
| 10   | 2011年8月4日  | ISBN 978-4-08-870280-3 | 2012年8月27日  | ISBN 978-986-10-8336-0 | 2012年7月6日  | ISBN 978-988-8099-65-8 |
| 11   | 2011年8月4日  | ISBN 978-4-08-870348-0 | 2012年9月25日  | ISBN 978-986-10-9225-6 | 2012年9月     | ISBN 978-988-8100-02-6 |
| 12   | 2012年4月4日  | ISBN 978-4-08-870408-1 | 2012年10月25日 | ISBN 978-986-10-9995-8 | 2012年10月    | ISBN 978-988-8100-21-7 |
| 13   | 2012年7月4日  | ISBN 978-4-08-870471-5 | 2012年12月4日  | ISBN 978-986-317-506-3 | 2012年12月    | ISBN 978-988-8100-49-1 |
| 14   | 2012年11月2日 | ISBN 978-4-08-870540-8 | 2013年3月20日  | ISBN 978-986-324-364-9 | 2013年2月     | ISBN 978-988-8100-87-3 |
| 15   | 2013年3月4日  | ISBN 978-4-08-870637-5 | 2013年5月13日  | ISBN 978-986-332-227-6 | 2013年8月     | ISBN 978-988-8213-40-5 |
| 16   | 2013年9月4日  | ISBN 978-4-08-870811-9 | 2013年12月20日 | ISBN 978-986-337-366-7 | 2013年11月    | ISBN 978-988-8214-15-0 |

小說
| 日文副標題 | 中文副標題             | 集英社       | 集英社                 | 東立出版社    | 東立出版社             |
| 日文副標題 | 中文副標題             | 發售日期     | ISBN                   | 發售日期      | ISBN                   |
| ---------- | ---------------------- | ------------ | ---------------------- | ------------- | ---------------------- |
|            | 泰庵高中連續殺人事件   | 2012年4月4日 | ISBN 978-4-08-703262-8 | 2013年1月28日 | ISBN 978-986-324-723-4 |
|            | 泰庵高中大怪獸決戰！！ | 2012年7月4日 | ISBN 978-4-08-703267-3 | 2014年8月4日  | ISBN 978-986-365-346-2 |

## 廣播劇
2010年5月於東京電視台JUMP專門情報節目「先睹為快 JUMP BANG!」播出各3分、全4話的「VOMIC」（配音漫畫）。2010年6月至2012年4月期間在集英社VOMIC網站播放。
由於作者是《交響詩篇》的愛好者，指名名塚佳織和三瓶由布子演出。

## 電視動畫
同名改編電視動畫於2012年7月4日起播放。日本東京電視台授權中國大陸土豆网即日播出。

### 製作團隊
- 原作 - 助野嘉昭（集英社〈JUMP SQ.〉）
- 監督 - 藤田陽一
- 系列構成、脚本 - 下山健人
- 主要監督 - 河村智之
- 動畫監督 - 鈴木幸江、石川てつや、西村聡
- 人物設計、總作畫監督 - 田辺謙司
- 道具設計 - 鈴木幸江
- 美術監督 - 澀谷幸弘
- 色彩設計 - 柴田亜紀子
- 攝影監督 - 花井延昌
- 編輯 - 小野寺繪美
- 音樂 - 濱渦正志
- 音樂製作人 - 黑田學
- 音樂製作 - 日本索尼音樂娛樂、日昇音樂出版
- 音響監督 - 小林克良
- 製作人 - 紅谷佳和、森田真好、齋藤朋之
- 動畫製作 - 日昇動畫
- 製作 - 「窮神！」製作委員會（集英社、東京電視台、日昇動畫、萬代影視、電通、Sun Music Production）

### 主題歌
- 片頭曲「Make My Day！」（第13話片尾曲）

作詞：Piko、samfree，作曲、編曲：samfree，主唱：Piko
- 片尾曲（第13話片頭曲）

作詞、作曲：坂口喜咲，編曲：大久保友裕，主唱：HAPPY BIRTHDAY
- 插入歌

主唱：紅葉（内山夕實）

### 各話列表
| 話數       | 日文標題 | 中文標題                                                     | 分鏡              | 演出     | 作畫監督               | 總作畫監督 |
| ---------- | -------- | ------------------------------------------------------------ | ----------------- | -------- | ---------------------- | ---------- |
| Round 1!   |          | 「神雖是神，但不是貧窮神而是貧乳神吧？」                       | 藤田陽一          | 河村智之 | 田邊謙司               | 田邊謙司   |
| Round 2!   |          | 「這即是『神與少女之戰就此開始——』的感覺呢♥」                | 河村智之          | 中島大輔 |                        | 田邊謙司   |
| Round 3!   |          | 「被妳命令真叫人感到火大！！！」 「什麼叫感到！！？」        | 譽田晶子          | 譽田晶子 | 長生中 鎌田祐輔        | 鈴木幸江   |
| Round 4!   |          | 「縮水〜了〜吧！」                                           | 益山亮司          | 清水一伸 | 高橋優也               | 田邊謙司   |
| Round 5!   |          | 「哪個是貧乳呢～？嗯？嗯！？嗯！！？」                       | 河村智之          | 高田淳   | 小野田貴之             | 田邊謙司   |
| Round 6!   |          | 「快睜開眼睛啊啊啊啊！！！！」                               | 池野昭二          | 池野昭二 | 野田康行               | 鈴木幸江   |
| Round 7!   |          | 「正所謂被當成男孩在養的那種類型？」                         | 倉田綾子          | 倉田綾子 | 岩岡優子 君野敏 小島彰 | 鈴木幸江   |
| Round 7.5! |          | 「今天的事一輩子也不會忘記的！！」                           | 倉田綾子          | 倉田綾子 | 岩岡優子 君野敏 小島彰 | 鈴木幸江   |
| Round 8!   |          | 「叫我的名字吧」                                             | 河村智之          | 高田淳   | 田邊謙司               | -          |
| Round 9!   |          | 「咦！！！事到如今才說！？」                                 | 吉田泰三          | 松本正幸 | 長生中 鎌田祐輔        | 鈴木幸江   |
| Round 9.5! |          | 「2分鐘怎麼可能變成這樣啊！！！！」                          | 吉田泰三          | 松本正幸 | 長生中 鎌田祐輔        | 鈴木幸江   |
| Round 10!  |          | 「就像為了讓討厭南瓜的小孩吃南瓜而偷偷把它混在燉菜裡一樣啊」 | 竹内浩志          | 竹内浩志 | 豐田曉子 西島加奈      | 鈴木幸江   |
| Round 11!  |          | 「…誰！？」                                                  | 吉村愛            | 中島大輔 | 小野田貴之             | -          |
| Round 12!  |          | 「到時叫我的名字吧」                                         | 吉田泰三          | 米田光宏 | 野田康行 中野圭哉      | 鈴木幸江   |
| Round 13!  |          | 「答案已呼之欲出了」                                         | 藤田陽一 河村智之 | 河村智之 | 田邊謙司 鈴木幸江      | -          |

### 播放電視台
日本深夜動畫：下文記載的日本国内播放時間使用日本標準時間（UTC+9）表示。因為部分時間标识會採用30小时制，因此請留意这类超过24:00的时间，其實際播放時間為翌日清晨。
| 播放地區   | 播放電視台      | 播放日期               | 播放時間                                                                    | 所屬聯播網 | 備註                        |
| ---------- | --------------- | ---------------------- | --------------------------------------------------------------------------- | ---------- | --------------------------- |
| 關東廣域圈 | 東京電視台      | 2012年7月4日 - 9月26日 | 星期三 25時50分 - 26時20分                                                  | 東京電視網 |                             |
| 愛知縣     | 愛知電視台      | 2012年7月5日 - 9月27日 | 星期四 25時30分 - 26時00分                                                  | 東京電視網 |                             |
| 近畿廣域圏 | 每日放送        | 2012年7月5日 - 9月27日 | 星期四 26時55分 - 27時25分                                                  | TBS系列    | 每日放送星期四深夜動畫第3部 |
| 日本全國   | Bandai Channel  | 2012年7月6日 - 9月28日 | 星期五 12時00分更新                                                         | 網路電視   | 付費會員先行配信            |
| 日本全國   | Bandai Channel  | 2012年7月6日 - 9月28日 | 星期五 19時00分 - 19時30分 星期五 23時00分 - 23時30分                       | 網路電視   | 免費直播                    |
| 日本全國   | AT-X            | 2012年7月12日 -        | （第1-12話）星期四 08時30分 - 09時00分 （第13話）星期四 20時30分 - 21時00分 | 衛星電視   | 有重播                      |
| 熊本縣     | 熊本放送（RKK） | 2012年7月15日 -        | 星期日 25時50分 - 26時20分                                                  | TBS系列    |                             |

## 外部連結
- 漫畫官網
- 動畫官網 （页面存档备份，存于）
- 集英社VOMIC内介紹網頁